# Carlo Pestelli
Carlo Pestelli (Torino, 3 maggio 1973) è un cantautore, scrittore e musicista italiano.

## Biografia
Figlio del musicologo Giorgio Pestelli (nipote di Leo Pestelli nonché pronipote di Gino Pestelli e di Carola Prosperi) inizia a scrivere canzoni a quattordici anni. Finito il liceo, si laurea in Lettere moderne all’Università di Torino. Fondamentali nel suo percorso musicale negli anni dell’università sono due incontri: il primo con l’amico e maestro Fausto Amodei, il secondo con Giorgio Gaber. Dal 1996 al 2001 si dedica intensamente alla musica suonando con i Cantovivo e aprendo concerti, fra gli altri, di Claudio Lolli e Gianmaria Testa. Alle sue canzoni si interessa anche il compositore Luciano Berio che, in qualità di direttore artistico della rassegna fiorentina Tempo Reale, nel 1999 gli affida il concerto d’apertura della stagione concertistica. Nel 2001 pubblica il suo disco d’esordio, Zeus ti vede. La title track dell’album è un ritmato collage di frasi e slogan copiati dai muri di Torino, città protagonista anche di altri pezzi, come l’umoristica Filomena. Dal 2001 al 2002 è direttore artistico della rassegna Chansonnier, patrocinata dalla Provincia di Torino. Risalgono a quella prima esperienza di organizzatore gli incontri con artisti molto diversi tra loro come Alberto Fortis e Lucilla Galeazzi. Nel 2007 la Fondazione per il Libro, la Musica e la Cultura gli affida al Piccolo Regio di Torino un ciclo di cinque spettacoli sul Novecento attraverso le canzoni, in cui dialoga e suona con svariati artisti, fra i quali Franco Fabbri, Morgan e il coro bajolese di Amerigo Vigliermo.
Nel 2009 esce il suo secondo album, Un’ora d’aria, a cui collaborano il chitarrista Alessandro Gariazzo, la cantante Lalli e alcuni jazzisti di fama come Gianni Coscia e Giorgio Li Calzi. Alle varie sonorità del disco, su tutte il blues acustico, si abbinano testi ricercati e fortemente allusivi che si interrogano sulla società. Fra il 2009 e il 2011 si esibisce in alcuni festival internazionali come MITO SettembreMusica, Madame Guitar e Un paese a sei corde.
Nel 2011 la passione per il teatro lo porta a scrivere per il Teatro Stabile di Torino un testo liberamente ispirato agli scritti sportivi di Luciano Bianciardi. La pièce prende forma in Note di un centromediano metodista, dove l’autore dialoga con l’attore Riccardo Lombardo.
Nel 2013 esce l’EP di quattro canzoni Da quanto conosco te, che presenta per la prima volta al Folk Club di Torino e grazie al quale l’anno seguente si aggiudica il Premio Nazionale Giuseppe Giacosa – Parole per la musica nella sezione “Le nuvole”.
Nel 2015 torna in scena al Teatro Vittoria con il suo secondo lavoro teatrale per il Teatro Stabile, Ma la va diretta al Piave, riflessione corale a metà tra prosa e canzone sull’avventurosa partecipazione di un piemontese d’Argentina alla Grande Guerra. Nel 2016 pubblica Bella ciao, libro sulla storia della celebre canzone popolare (con prefazione di Moni Ovadia) che dopo essere stato presentato in quasi ogni regione italiana nel 2020 è tradotto in francese. Nel 2018 scrive insieme ad Andrea De Benedetti La lingua feliz, manuale alla scoperta dei segreti e delle curiosità della lingua spagnola.
Collabora spesso con Rai Radio 3, in particolare per il programma “Le meraviglie”.
Dal 2017 è direttore artistico del Festival MusiCogne – Musiche di legno, rassegna di musica acustica, teatro e libri che si svolge ogni anno a luglio nel cuore della Cogne vecchia.
Nel 2023 pubblica il suo quinto album, Oiseaux de passage, con cover di alcuni brani di Georges Brassens tradotte da Fausto Amodei

## Riconoscimenti
- 2008 – Finalista al Premio Città di Recanati
- 2008 – Premio Sisme
- 2014 – Premio Giacosa per l’EP Da quando conosco te

## Discografia
- 2001 – Zeus ti vede
- 2009 – Un’ora d’aria
- 2013 – Da quanto conosco te
- 2020 – Aperto per ferie
- 2023 - Oiseaux de passage

## Spettacoli teatrali
- 2011 – Note di un centromediano metodista
- 2015 – Ma la va diretta al Piave

## Pubblicazioni
- 2016 – Bella ciao. La canzone della libertà (add, Torino 2016)
- 2018 – La lingua feliz. Curiosità, bizzarrie e segreti: tutto quello che avreste voluto sapere sulla lingua spagnola (UTET, Milano 2018)